# Stefan Schwoch
Stefan Schwoch, né le 19 octobre 1969 à Bolzano dans le Trentin-Haut-Adige, est un footballeur italien, qui évoluait au poste d'attaquant, avant de devenir ensuite dirigeant de football.
Il a marqué pas moins de 135 buts en Serie B (à 8 buts du record de Giovanni Costanzo), et sa carrière est particulièrement liée au Vicence Calcio (dont il fut joueur et dirigeant sportif).

## Palmarès
| Torino - Championnat d'Italie D2 (1) : - Champion : 2000-01. - Coupe d'Italie : - Meilleur buteur : 1999-00 (8 buts). |  | Ravenne - Championnat d'Italie D3 (1) : - Champion : 1995-96. |